# Vince Foster
Vince Foster właściwie Vincent Walker Foster Jr. (ur. 15 stycznia 1945 w Hope, Arkansas, zm. 20 lipca 1993 w Fort Marcy Park w hrabstwie Fairfax, Wirginia) – amerykański prawnik, przyjaciel z lat dziecięcych prezydenta Clintona (obaj urodzili się w tym samym mieście w Arkansas). W 1976 r., w jego kancelarii prawniczej, swoją karierę rozpoczynała, żona Clintona, Hillary, z którą przez wiele lat łączyła go bliska przyjaźń.
Po objęciu fotela prezydenckiego przez Clintona, został zatrudniony na etacie rządowym jako osobisty doradca i prawnik Hillary Clinton.
Zginął śmiercią samobójczą, wkrótce po objęciu funkcji w Białym Domu, strzelając sobie w usta. Ciało Fostera odnaleziono w jego samochodzie z pistoletem w prawej dłoni. Pochowany został w rodzinnym Hope.